# Молта (Монтана)
Молта (енгл. Malta) град је у америчкој савезној држави Монтана.

## Демографија
По попису из 2010. године број становника је 1.997, што је 123 (-5,8%) становника мање него 2000. године.
| Група             | 2000.         | 2010.         |
| Белци             | 1.951 (92,0%) | 1.742 (87,2%) |
| Афроамериканци    | 1 (0,0%)      | 1 (0,1%)      |
| Азијати           | 5 (0,2%)      | 7 (0,4%)      |
| Хиспаноамериканци | 22 (1,0%)     | 39 (2,0%)     |
| Укупно            | 2.120         | 1.997         |